# Syrphoctonus sauteri
Syrphoctonus sauteri là một loài tò vò trong họ Ichneumonidae.